# 上には上がある
『上には上がある』（うえにはうえがある、原題：Puss Gets the Boot）は、1940年2月10日に公開されたアメリカ合衆国のアニメーション短編映画（カートゥーン）。「トムとジェリー」シリーズの第1作である。メトロ・ゴールドウィン・メイヤー（MGM）制作。
1940年アカデミー短編アニメ賞ノミネート作品。
日本においては既にパブリックドメインである。

## 概要
現在では「トムとジェリー」シリーズの第1作と扱われているが、プロトタイプであったため、初公開時点では名前がそれぞれ「ジャスパー」「ジンクス」と名付けられていた（日本語版では「トム」と「ジェリー」に統一）。監督のジョセフ・バーベラは後年、本作について「シリーズ第1作ではないが、その直系の先祖にあたる作品であった」と述べている。
監督を担当していたハンナ＝バーベラをはじめとする多くの制作陣の名前はクレジットされていない。また、1940年代前半に製作された本シリーズ中、再公開が無かった珍しい作品である。冒頭は「A Rudolf Ising Production」とだけ書かれたカードと「Puss Gets the Boot」と書かれたタイトルカードのみ、エンドカードも1枚のみ。オープニング・エンディングの背景色は濃い紫色で、実写映画と同様にMGMの社章が入っている。
2022年、本作の劇場初公開日である2月10日が「トムとジェリーの誕生日」として、記念日に制定された。

## あらすじ
とある広い屋敷でペットとして飼われているネコのトムと屋敷に住み着いているネズミのジェリーの物語。
トムは本来餌であるジェリーを食べようとせず、遊び道具としてからかっていた。わざと逃がしてはすぐ捕まえたり、インクで偽の巣穴を描いて騙したりとジェリーに対し圧倒的優位に立つトム。しかしジェリーに左目を思いきり突かれたために隙を許してしまう。怒ったトムはジェリーを追いかけるも、うっかりして植木鉢を落として割ってしまい、植木鉢を乗せた台も壊してしまった。
その音を聞いて駆け付けたのは、トムの飼い主・お手伝いさん。カンカンに怒ったお手伝いさんは「今度何か壊したら、お前を家から追い出すから!」と警告した。追い出されては堪らないと恐れたトムはこれ以上物を壊さないよう注意を払う。しかし、そんなトムの弱みにつけ込んだジェリーが早速彼を挑発。ワイングラスを床へ落とそうとする作戦に出る。グラスを落とされては安易に太刀打ちできず、トムは逆にジェリーに一方的に殴られてしまう。さらにジェリーはトムが離れた隙に本当にグラスを放り投げてしまい、それを見たトムは慌ててグラスをキャッチ。さらにジェリーはトムへ続けざまにグラスやトレイなどを落とし続け散々トムを翻弄する。
ジェリーに形勢を逆転され悔しがるトムだが、床にソファのクッションを並べることでジェリーにグラスを落とされても割れない対策を講じる。勝ち目がなくなったジェリーは命乞いをするが既に手遅れ。ついにトムは本気でジェリーを食べようとするが、ジェリーはトムに高く放り投げられた際に天井近くの棚に飾られた皿をトムの頭上に次々と落としていく。皿に次ぐ皿、カップ、ポットなどを曲芸のように重ねてキャッチしていくトムの姿を面白がったジェリーは、うず高く積まれた「割れ物タワー」をトムが壁際で支えている隙に最後の一枚を遠方の床へ放り投げる。トムは飛んでいく皿をただ目で追うしかできなかった。
皿の割れる音を聞いてお手伝いさんが2階からいよいよトムを追い出しに下りてくる。その間にもジェリーはトムのミルクで泳いだりトムの尻尾で体を拭いたりとやりたい放題。そしてお手伝いさんの足音が近くなったところで、最後にジェリーはトムの尻を勢い良く一蹴り。その衝撃でトムが支えていた食器の山はついに崩壊。
予告通り家から追放されてしまったトムを悠々と見送るジェリー。今度は本物の「Home Sweet Home(楽しい我が家)」へ帰って行くのだった。

## 登場キャラクター
トム（ジャスパー）
冒頭ではジェリーに対し優勢だったが、家の備品を壊したところを飼い主に見つかり「もし家の物を壊したら追い出す」と通告されたため慎重に行動する。その後もジェリーと一進一退の攻防を繰り広げるが、ジェリーの策略に嵌り家中の食器を割ってしまい万事休す。これに激怒した飼い主に追い出されてしまう。
以降のトムと比べると子ネコの体形に近く、豊かな表情や可愛らしさもなく悪意に満ちた表情をすることが多い。バーベラは後年「にやっと笑うチェシャ猫のようでもあった」と語っている。
ジェリー（ジンクス）
物語の序盤はトムのなすがままとなっていたが、その後はトムの攻撃に屈せずピンチをチャンスに変えて反撃。お手伝いさんにトムを追い出させ勝利する。
以降のジェリーと比べると痩せており、より本物のネズミに近いデザインである。
お手伝いさん
ジェリーを捕まえられず家の備品を壊してばかりいるトムに「もし次に物を壊したら家から追い出す」と通告。ジェリーの作戦でトムが食器類を割ったのを見つけ、言った通りトムを外へ追い出した。

### キャスト
| キャラクター          | 原語版声優           | TBS吹替版  | 現吹替版 |
| --------------------- | -------------------- | ---------- | -------- |
| トム （ジャスパー）   | ハリー・ラング       | 八代駿     | 肝付兼太 |
| ジェリー （ジンクス） | ウィリアム・ハンナ   | 藤田淑子   | 堀絢子   |
| お手伝いさん          | リリアン・ランドルフ | 荘司美代子 | 片岡富枝 |
| ナレーション          | N/A                  | 谷幹一     | N/A      |

## スタッフ
- 製作 - ルドルフ・アイジング
- 彩色プロセス - テクニカラー
- 録音プロセス - ウェスタン・エレクトリック
- 制作 - メトロ・ゴールドウィン・メイヤー・カートゥーン・スタジオ（英語版）
- 配給 - メトロ・ゴールドウィン・メイヤー

※以下はクレジット無し
- 製作 - フレッド・クインビー
- 共同製作 - ウィリアム・ハンナ
- 原画 - レイ・エイブラムス、ロバート・アレン、ピーター・バーネス、ルディ・サモラ、ジョージ・ゴードン、マイケル・ラー、ドン・ウィリアムズ、ラウェル・ノーマン、アル・グランドメイン、トニー・パビアン、カール・アルバノー、ジャック・サンダー
- レイアウト - ジョセフ・バーベラ、ハービー・アイゼンバーグ
- 背景 - ロバート・ジェントル、ジョセフ・スミス
- 撮影 - ジャック・スティーヴンス
- サウンドエディター - フレッド・マックアルピン
- 音楽 - スコット・ブラッドリー
- 制作マネージャー - カーマン・マックスウェル
- 監督 - ルドルフ・アイジング、ウィリアム・ハンナ、ジョセフ・バーベラ

## 制作経緯・公開後
当時、新作が連続で失敗し経営も不安定なMGMでアニメーターとして勤務していたジョセフ・バーベラが、ウィリアム・ハンナに「僕らは何故オリジナルのアニメーションを作らないのだろうか？」と話したことが発端となり、二人でネコとネズミを主人公にした作品のアイデアを思いつく。このアイデアを周囲に話したところ「ネコとネズミなんて陳腐なアイデアだ」と冷笑されたが、二人は「このスタジオの他の誰よりも酷い作品を作ることはないだろう」と考え、プロデューサーのルドルフ・アイジングによる自由な制作体制という援助も受けたことで企画を進行した。
ただし、アイジング一人のプロデュースだけでの公開は困難なため、ハンナとバーベラはリミテッド・アニメーションによるパイロット版を制作し、MGMの重役を集め試写会を開催。これが好評を得たことで改めて制作進行の許可が出され、作品は完成した。
1940年の初公開時、試写会での好評にもかかわらず、予告・宣伝もろくにせず劇場公開された。また、ハンナとバーベラはノンクレジットで、あえて作品にノータッチだったルドルフ・アイジングがただ1人のプロデューサーとしてクレジットされたため、二人は失望したという。
その一方、本作は人気となりアカデミー短編アニメ賞にもノミネートされた。そのため、紆余曲折を経てシリーズ化が決定し、「トムとジェリー」に改題のうえでハンナ＝バーベラ監督、フレッド・クインビー製作による独立した製作プロジェクトが発足することとなった。またこの時、作品へ一切関与しなかったルドルフ・アイジングは対立していたクインビーによって、クレジットを外され降板することとなった。

## 日本での展開
1964年、TBS系および他系列でシリーズが放映された際に初公開された。以降は再放送やソフト収録がされている。
複数ある日本語吹き替えでは、いずれも後続シリーズとの統一のため、名前がそれぞれ「トム」と「ジェリー」に変更されている。因みに、この話は、地上波初公開の時の第1回目（1964年5月13日）では放送されなかった。

## その他
オリジナルの原語版では、人間のお手伝いさんがトムに「追い出してやる」と言う際に、「O-W-T, OUT!」や「O-U-W-T, OUT!」と「OUT」のスペルを間違えて発言しているが、修正バージョンでは「O-U-T, OUT!」と正しいスペルで発言している。
本作はトムとジェリーの短編映画の中で唯一上映時間が9分を超える作品である。